# NILS (klädtillverkare)
NILS är ett amerikanskt företag som tillverkar sportkläder tänkta att användas vid till exempel skidåkning. Företaget grundades 1978 av Nils Andersson, en aktiv skidåkare som föddes i Sverige 1953.